# Voluntourismus
Voluntourismus, auch Volunteerismus, Volunteerreisen oder Freiwilligenurlaub genannt, ist eine Reiseform, die die Mittelstellung zwischen Urlaubsreise und Freiwilligendienst einnimmt.

## Begriff
Der Begriff Voluntourismus setzt sich aus den Worten Volunteering und Tourismus zusammen und beschreibt eine Reiseform. Die Reise an sich nennt man eine Voluntour und den Reisenden demzufolge einen Voluntouristen. Entsprechend Interesse, Fähigkeit und Zeitrahmen absolviert der Reisende weltweit sinnvolle Arbeitseinsätze zur Verbesserung der gesellschaftlichen und ökologischen Verhältnisse. Daneben nimmt er touristische Angebote in Anspruch. Die Dauer variiert stark. Charakteristisch sind Aufenthalte von einigen Wochen. Voluntouristen verbindet das Ziel, nachhaltig etwas Gutes tun zu wollen. „Voluntourismus“ ist auf die Wünsche der Kunden zugeschnitten: Abenteuer, Exotik, Prestige, Sinnstiftung.

## Abgrenzung
Voluntourismus gehört zur Gruppe der alternativen Reiseformen, womit er sich klar vom Massentourismus abgrenzt. Er weist Überschneidungspunkte mit anderen alternativen Reiseformen wie dem Ökotourismus, dem Aktivurlaub oder dem gemeindeorientierten Tourismus auf. Er orientiert sich stark an den Maximen der Ethik, des Umwelt- und Kulturschutzes. Voluntourismus ist nicht zu verwechseln mit dem reinen Volunteering bzw. der Freiwilligenarbeit, die organisierter, dauerhafter Natur sind und weniger touristischen Charakter aufweisen.

## Reisemotive
Voluntouristen bewegt im Allgemeinen das Ziel, „etwas Gutes tun“ zu wollen, „der Welt etwas zurückzugeben“ oder „sich selbst zu verwirklichen“. Die Authentizität des Umfeldes und das Fremde der fernen Kultur ziehen sie an. Weitere Beweggründe der häufig jungen Reisenden sind das Erlangen von Sprachkenntnissen oder Orientierung auf ihrem Lebensweg.

## Kritik
Die Kritik am Voluntourismus bezieht sich zum einen auf verschiedene mögliche negative soziale, kulturelle, ökologische und ökonomische Aspekte der Reise, zum anderen auch auf teilweise unseriöse, korrupte Anbieter. 2013 kritisierte die Initiative Nachrichtenaufklärung, dass die Probleme von Voluntourismus in Massenmedien vernachlässigt werden.
So sind nach offiziellen Schätzungen bspw. etwa 80 Prozent der Kinder in den Kinderheimen in Kambodscha keine Waisen. Jene Kinder, die von ihren Eltern in die Obhut der Einrichtungen gegeben werden, tun dies aus der Armut heraus, in der Hoffnung auf kostenlose Versorgung und Bildung ihrer Kinder. Dies führt zwangsläufig zu Belastungen. So besteht in der Beziehung mit den Voluntären permanent ein Machtverhältnis. Voluntäre wollen Hilfe leisten, erwarten dafür teilweise von den Bedürftigen das Feedback der Dankbarkeit. Da Voluntouristen ausschließlich eine begrenzte Dauer zur Verfügung stehen und sich also die Personen stetig abwechseln, kommt zum einen der Belastungsfaktor hinzu, immer neu Abschied nehmen zu müssen und zum anderen die immer wieder neu erlebte Erfahrung der Abhängigkeit von Hilfeleistenden in dem System des Voluntourismus.

### Belastungs- und Risikofaktoren
- sozial:
  - soziales Gefälle zwischen Reisendem und Bereistem;
  - mangelnde Sprachkenntnisse der Reisenden;
  - mangelnde Qualifikation (z. B. für die Ausübung einer Lehrtätigkeit)
  - evtl. nicht vorhandene Intimsphäre und Rückzugsmöglichkeiten der Bedürftigen vor Voluntären
  - stetig wechselnde Voluntäre
  - emotionale/soziale Ansprüche der Hilfeleistenden an die Bedürftigen
  - Risiko des sexuellen Missbrauchs an Kindern
- soziokulturell:
  - Konsum von Kultur und Authentizität der Armut: („Menschenzoo“)
  - Verlust des Bezugs der Einheimischen zu eigenen Traditionen und Ritualen
- ökonomisch:
  - Ausnutzen der Zahlkraft von Voluntouristen;
  - Korrupte Anbieter, die den Voluntourismus ausnutzen
  - Mangel an Arbeitsplätzen für Einheimische durch kostenfreie Besetzung der Stellen durch Voluntouristen;
- ökologisch:
  - Eindringen in sensible Lebensräume von Flora und Fauna